# Hypsiboas balzani
Espèce
Synonymes
- Hyla balzani Boulenger, 1898

Statut de conservation UICN

 LC  : Préoccupation mineure
Hypsiboas balzani est une espèce d'amphibiens de la famille des Hylidae.

## Répartition
Cette espèce se rencontre entre 1 200 et 2 210 m d'altitude sur le versant oriental des Andes du centre du Pérou au département de La Paz en Bolivie.

## Étymologie
Cette espèce est nommée en l'honneur du naturaliste et explorateur Luigi Balzan (1865-1893).

## Publication originale
- Boulenger, 1898 : A list of the reptiles and batrachians collected by the late Prof. L. Balzan in Bolivia. Annali del Museo Civico di Storia Naturale di Genova, sér. 2, vol. 19, no 19, p. 128-133 (texte intégral).